# Kyburg-Buchegg
Kyburg-Buchegg es una comuna suiza del cantón de Soleura, situada en el distrito de Bucheggberg. Limita al norte con la comuna de Küttigkofen, al este con Bätterkinden (BE), al sur con Aetingen, y al oeste con Brügglen.